# Neanotis boerhavioides
Neanotis boerhavioides är en måreväxtart som först beskrevs av Henry Fletcher Hance, och fick sitt nu gällande namn av Walter Hepworth Lewis. Neanotis boerhavioides ingår i släktet Neanotis och familjen måreväxter. Inga underarter finns listade i Catalogue of Life.